# Chiesa di San Giusto (Lucca)
La chiesa di San Giusto è una chiesa di Lucca che si trova nella piazza omonima.

## Storia e descrizione
L'edificio attuale, sorto su un precedente, risale alla seconda metà del XII secolo. A tre navate con abside, presenta in facciata una decorazione che vede l'accentuarsi della bicromia nella parte superiore: fitte fasce in colore bianco iniziano poco sopra il portale principale e proseguono nel sodo della muratura della navata centrale, dove si dispongono loggette sovrapposte. 
Il portale centrale è uno dei più significativi della bottega di Guidetto, sia per la qualità dell'esecuzione, sia per alcuni particolari decorativi, quali i telamoni in torsione che sostengono i due leoni aggettanti ai lati della lunetta e due mascheroni di impianto classico. 
Nel Seicento l'interno fu ristrutturato in un linguaggio compiutamente barocco. Nella prima metà del secolo scorso, volendosi riportare la chiesa ad un presunto aspetto originario, si iniziarono a rimuovere gli stucchi barocchi; fortunatamente alcuni esponenti del mondo culturale locale sollecitarono l'intervento del Ministero dei Beni Culturali che impose il ripristino delle decorazioni.

## Altre immagini

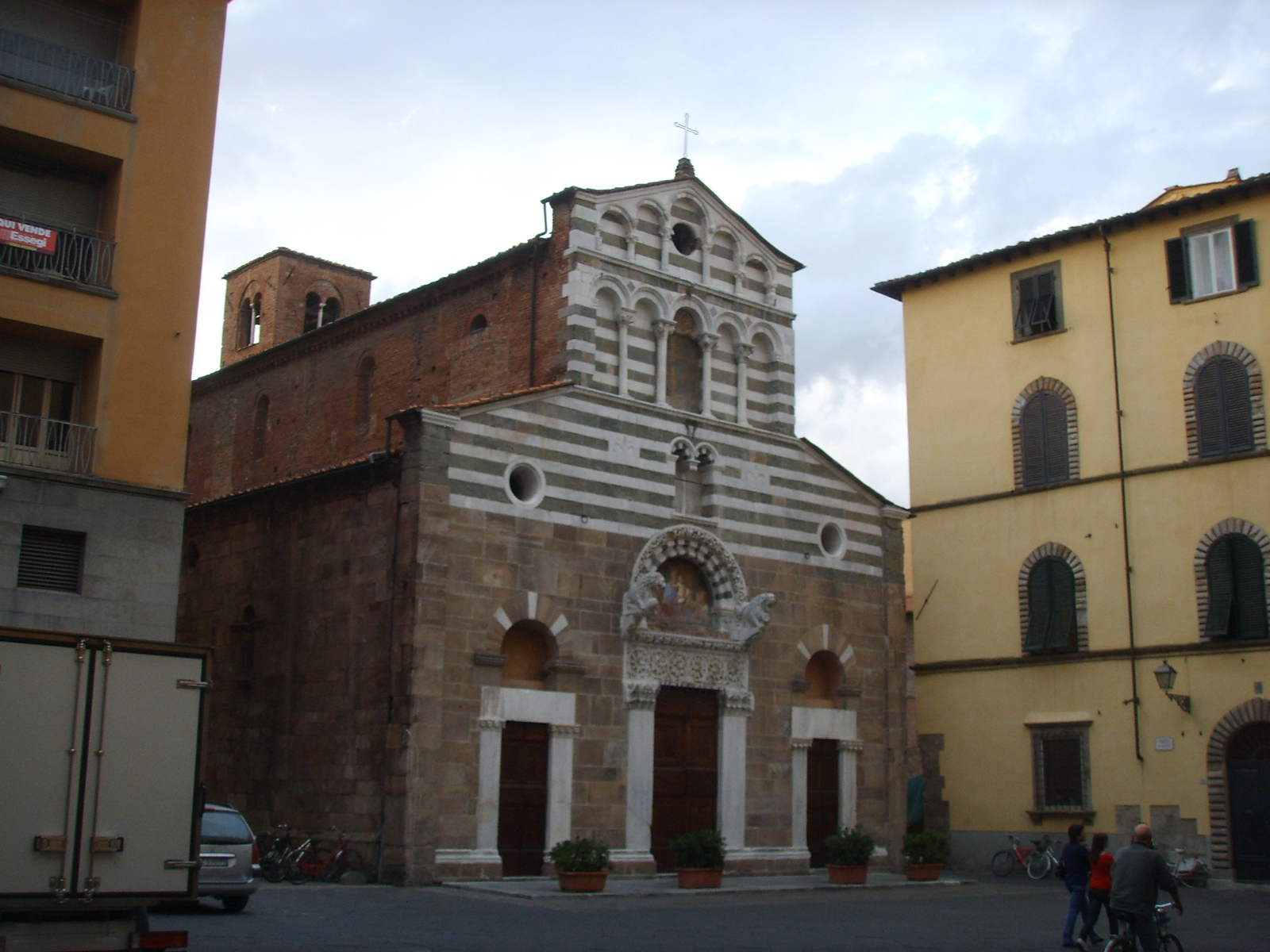
Il corpo della chiesa
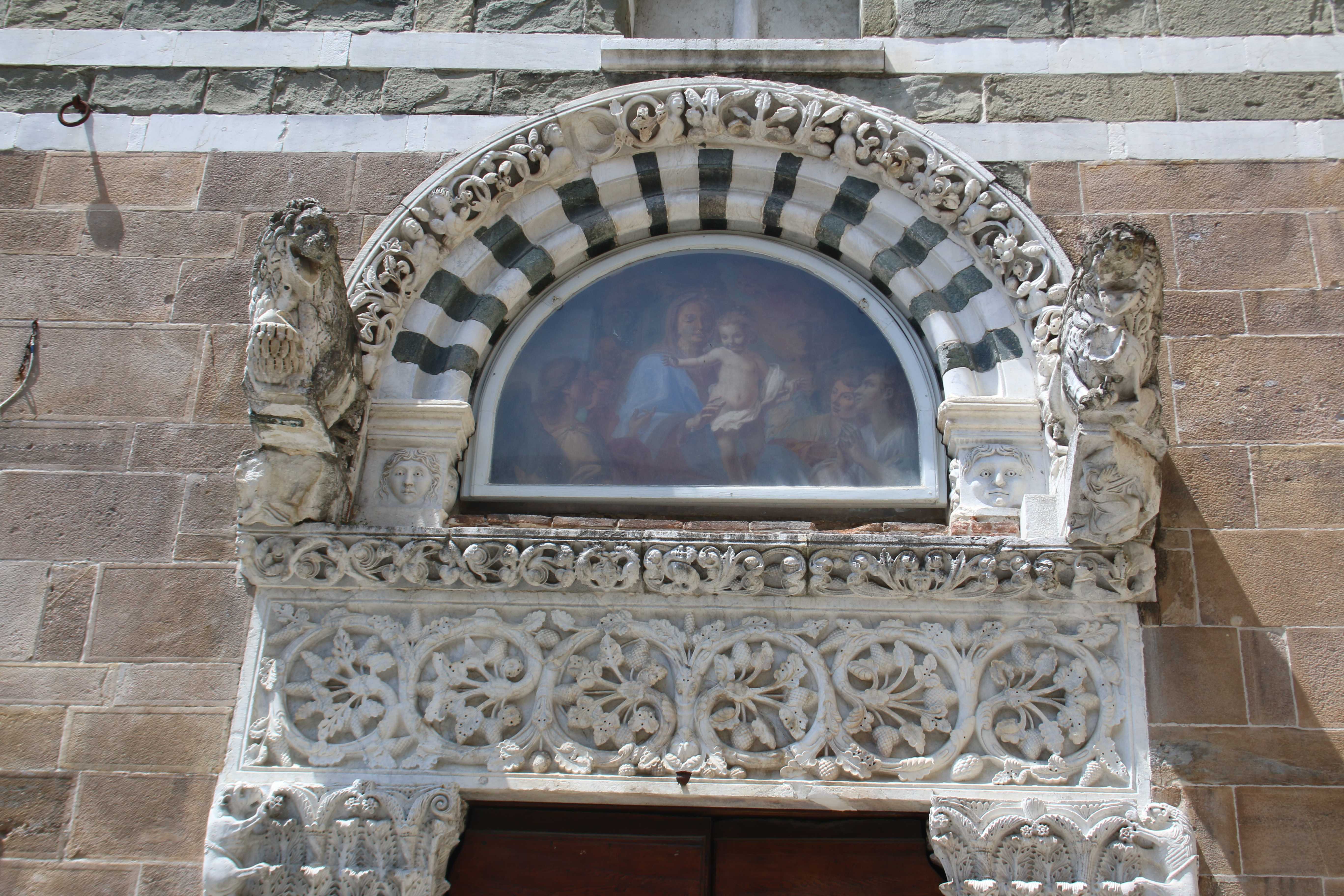
Il portale
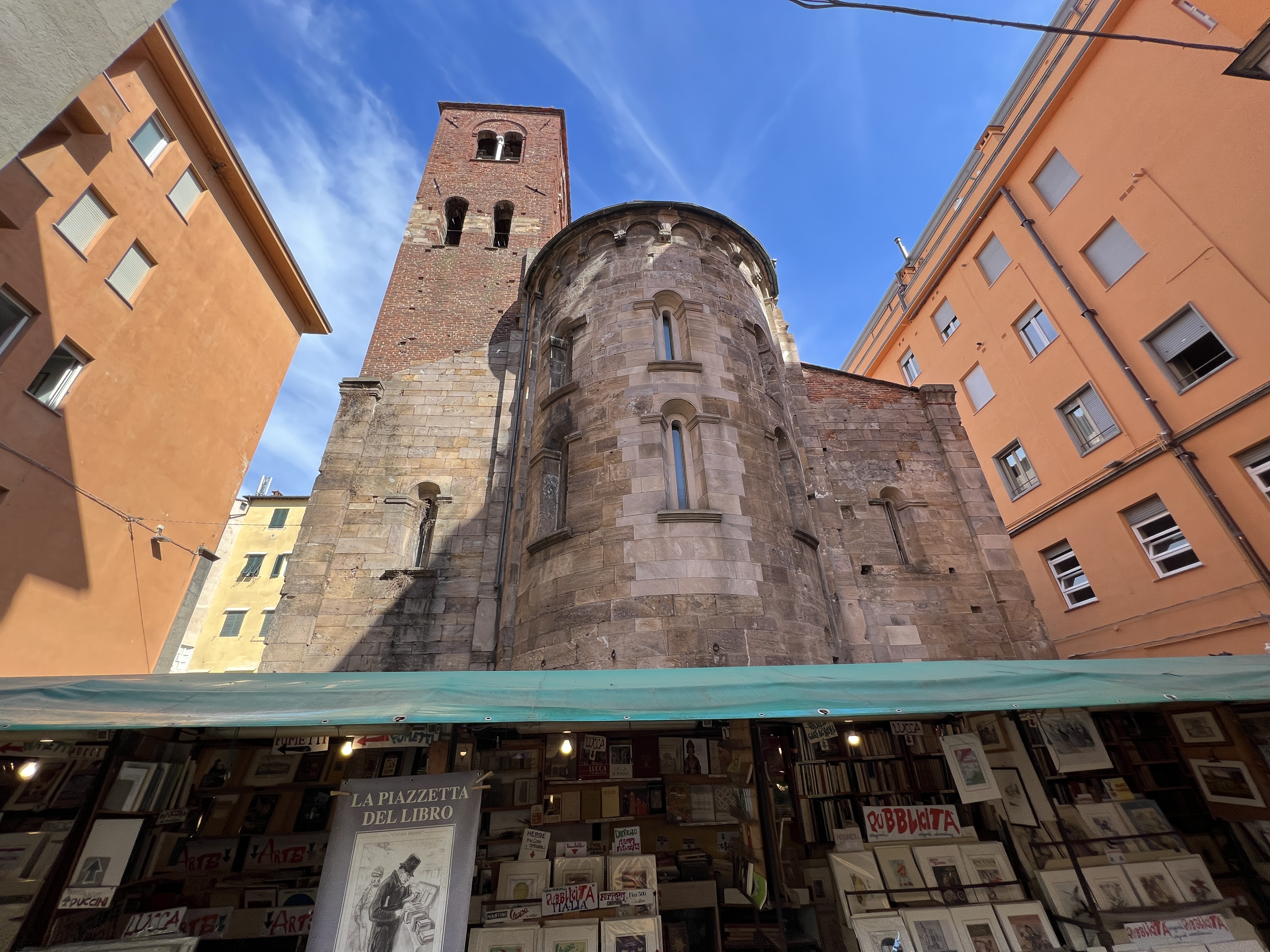
L'abside e il campanile
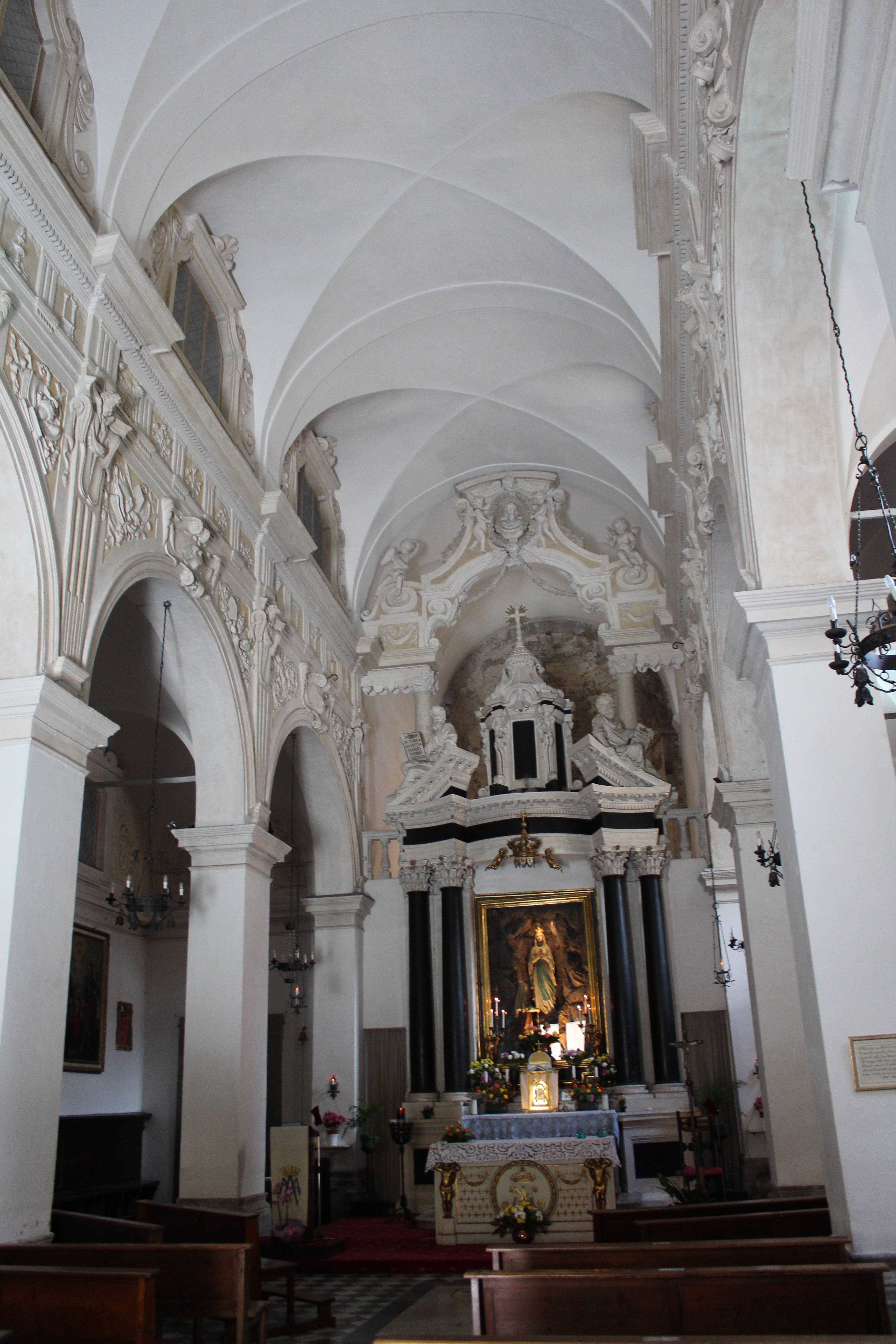
L'interno
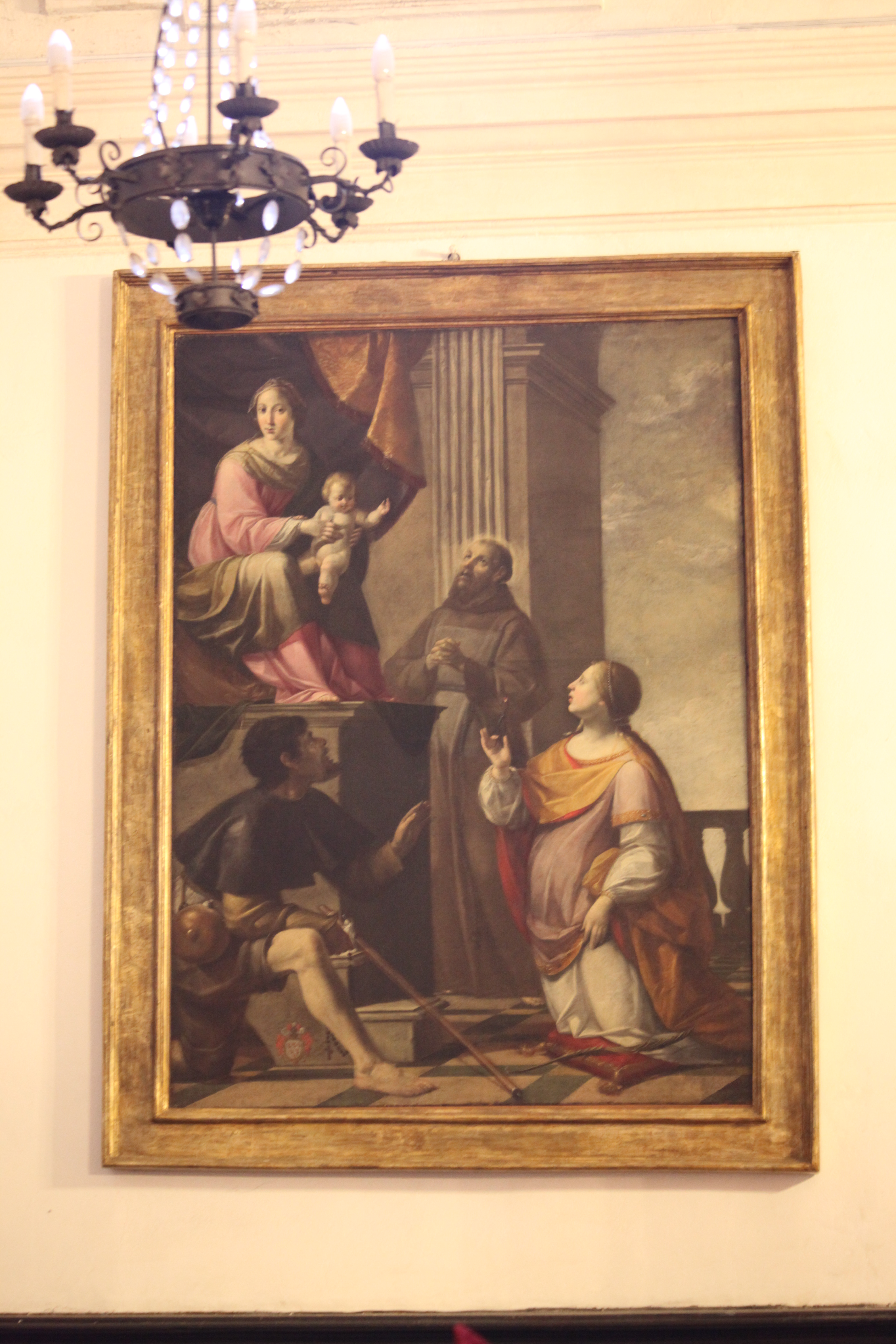
Girolamo Scaglia, Madonna col Bambino e i Santi Francesco e Apollonia